# 三江省
三江省是满洲国设置的一个省，省会为佳木斯市。因地处三江平原而得名。

## 历史沿革
康德元年（1934年）12月1日，三江省正式成立，省公署驻佳木斯镇。其所辖行政区划包括原吉林省的方正、依兰、勃利、宝清、饶河、抚远、同江、富锦、桦川等九县，以及原黑龙江省的通河、凤山、汤原、萝北、绥滨等五县。
康德四年（1937年）12月1日，改桦川县佳木斯镇为佳木斯市，为省直辖。康德六年（1939年）6月1日，宝清、饶河两县划归东安省管辖。同时，汤原、萝北两县的部分区域独立为鹤立县，并将凤山县并入通河县。康德八年（1941年）1月1日，勃利县划归东安省管辖。1941年8月1日，原属黑河省的佛山县划为三江省管辖。至此，全省共辖1市、12县，即：佳木斯市，方正、依兰、通河、汤原、桦川、富锦、萝北、绥滨、同江、抚远、鹤立、佛山县。
康德十二年（1945年）日本投降、满洲国灭亡。中共政权管辖此地，撤销三江省建制，成立合江省。國民政府亦设合江省。

## 行政区划
三江省所辖的行政区划包括：
- 佳木斯市（1937年－1945年，原属桦川县）
- 方正县（1934年－1945年），驻方正街
- 依兰县（1934年－1945年），驻依兰街
- 勃利县（1934年－1941年，后划归东安省），驻勃利街
- 宝清县（1934年－1939年，后划归东安省），驻宝清街
- 饶河县（1934年－1939年，后划归东安省），驻饶河街
- 抚远县（1934年－1945年），驻抚远村
- 同江县（1934年－1945年），驻同江街
- 富锦县（1934年－1945年），驻富锦街
- 桦川县（1934年－1945年），驻佳木斯
- 通河县（1934年－1945年），驻通河街
- 凤山县（1934年－1939年，后并入通河县），驻凤山
- 汤原县（1934年－1945年），驻汤原街
- 萝北县（1934年－1945年），原驻萝北村，1941年迁凤凰村
- 鹤立县（1939年－1945年），驻鹤立街
- 绥滨县（1934年－1945年），驻绥滨街
- 佛山县（1941年－1945年，原属黑河省），驻佛山街

## 机构沿革
三江省行政公署办公地点就在现今佳木斯市长安路与中山街交汇处，“新玛特”后身。为一幢平面呈“工”字形的二层办公楼，西北-东南走向，正门面向东侧偏北方。
康德元年（1934年），三江省公署下设总务、民政、警务、教育四厅。
康德四年（1937年），总务厅改为省长官房，民政厅改为民生厅。同时撤销教育厅，其职能归由民生厅新设文教科所负责。
1937年12月1日，佳木斯镇升为省辖市，隶属三江省，成为伪满省、市、县三署重镇，东北十大新都市之一。
康德五年（1938年），新设实业厅。次年，实业厅撤销，改设开拓厅。康德十一年（1944年），新设交通厅。康德十二年（1945年），又新设林政厅。
故到满洲国灭亡前，省公署共下设有省长官房以及民生、警务、开拓、交通、林政五厅。

## 历任省长、省次长

### 省长
- 金名世（1934年12月－1937年7月）
- 于琛澂（1937年7月－1939年4月）
- 卢元善（1939年4月－1942年9月）
- 孙柏芳（1942年9月－1945年5月）
- 路之淦（1945年5月－1945年8月）

### 省次长
- 松田芳助（1937年7月－1939年1月）
- 桂定治郎（1939年1月－1939年6月）
- 增田增太郎（1939年6月－1940年4月）
- 畑勇三郎（1940年4月－1942年1月）
- 栗山茂二（1942年1月－1942年12月）
- 田村仙定（1942年12月－1943年10月）
- 竹内节雄（1943年10月－1944年8月）
- 手岛朋义（1944年8月－1945年8月）